# Colinas do Sul
Colinas do Sul este un oraș în Goiás (GO), Brazilia.